# Guglielmina Amalia di Brunswick-Lüneburg
Guglielmina Amalia di Brunswick e Lüneburg (Hannover, 26 aprile 1673 – Vienna, 10 aprile 1742) è stata la moglie di Giuseppe I del Sacro Romano Impero.
Era figlia di Giovanni Federico di Brunswick-Lüneburg e della sua consorte, Benedetta Enrichetta del Palatinato.

## Biografia
Quarta e più giovane figlia della coppia, la principessa Guglielmina perse suo padre all'età di 6 anni nel 1679. Sua madre, figlia della famosa Anna di Gonzaga di Clèves e cugina della duchessa d'Orlèans, cognata del re, ritornò in Francia con le sue figlie. Morì nel 1730 ad Asnières vicino a Parigi.
Affidò l'educazione delle sue figlie, a sua zia Luisa Olandina del Palatinato-Simmern, badessa di Maubuisson. Così la piccola Amalia Guglielmina ricevé un'educazione cattolica.
Richiamata da suo zio Ernesto Augusto, rientrò a Hannover nel 1693. Era descritta come bella, ma anche come pia e seria. Fu la futura suocera, l'imperatrice Eleonora di Neuburg, che decise di fare di lei la futura imperatrice. L'imperatrice era stata convinta dall'eccellenza della sua scelta dal tutore di suo figlio, Carlo Teodoro di Salm, che era inoltre lo zio di Guglielmina.

### Matrimonio
Guglielmina sposò il 24 febbraio 1699, il re di Ungheria e di Boemia, il futuro imperatore Giuseppe I, ed erede dell'imperatore Leopoldo I. L'opera Hercule et Hébé di Reinhard Reiser (1674-1739) fu recitata il giorno del loro matrimonio.
Ebbero tre figli:
- Maria Giuseppa, che sposò nel 1719 Augusto II, elettore di Sassonia e re di Polonia (1696-1763)
- Leopoldo Giuseppe (1700-1701)
- Maria Amalia, che sposò nel 1722 Carlo Alberto, elettore di Baviera e futuro imperatore germanico.

Il giorno del matrimonio, Guglielmina aveva 26 anni e l'arciduca appena 20, ma la relazione dei due sposi imperiali fu considerata come felice. Tuttavia, lei invecchiò rapidamente. Giuseppe I ebbe numerose amanti, sia donne della nobiltà sia serve. Nel 1704 contrasse la sifilide e la trasmise a sua moglie. La coppia imperiale non fu più in grado di avere figli. Il loro unico figlio maschio era morto nella culla.

### Regno e successione
Mentre l'Europa si lacerava nella guerra di successione di Spagna, la linea maschile della Casa degli Asburgo d'Austria, membro del ramo spagnolo, rischiò di estinguersi e nelle più concrete probabilità avrebbe provocato una guerra europea.
Non restava che l'arciduca Carlo, fratello minore di Giuseppe, pretendente al trono di Spagna per dovere dinastico e che combatteva in Spagna. Sposerà nel 1708 una cugina dell'imperatrice, Elisabetta Cristina di Brunswick-Wolfenbüttel ma questa unione si rivelerà poco prolifica, contrariata tanto dalla separazione degli sposi durante la guerra che per la natura. Il problema della successione si poneva seriamente.
L'imperatore Leopoldo morì nel 1705 e Giuseppe gli successe sia sulle terre ereditate dalla Casa d'Asburgo sia sul trono del Sacro Romano Impero germanico. Guglielmina divenne imperatrice, ma non ebbe mai molta influenza sulla politica imperiale.
Nel 1711, l'imperatore morì per l'epidemia di vaiolo che percorreva l'Europa. Guglielmina rimase vedova e sua suocera assicurò la reggenza aspettando il ritorno dell'arciduca Carlo che combatteva in Spagna. L'arciduca Carlo, già proclamato Carlo III di Spagna, fu eletto imperatore e regnò con il nome di Carlo VI.
I suoi alleati, che credevano di rivedere gli Asburgo sovrani dell'impero germanico e dell'impero spagnolo, ritirarono il loro sostegno e la pace fu firmata, rovinando le speranze degli Asburgo di riformare l'impero di Carlo V ma ebbero i Paesi Bassi spagnoli, il Ducato di Milano, il Regno di Napoli e la Sardegna.
Nel 1713, dopo cinque anni di un'unione sempre sterile, Carlo promulgò la Prammatica Sanzione che - in caso di assenza di eredi maschi - dava l'eredità familiare in priorità alle sue figlie e, nel caso, alle sue nipoti. Tuttavia, nel 1716, l'imperatrice partorì un maschio che morì. Nel 1717, 1718 e 1723, partorì tre figlie, di cui due arrivarono alla maggiore età.
Per mantenere la potenza della loro Casa, le figlie dell'ex-imperatrice Guglielmina furono private dell'eredità del loro padre in favore delle cugine. Erano state maritate, la primogenita nel 1719 con l'elettore di Sassonia, poi re di Polonia, la minore, nel 1722 con l'elettore di Baviera. In ogni caso, avevano preteso il riconoscimento della Prammatica Sanzione.
Dopo che le sue due figlie si furono sposate, si ritirò nel 1722 in un convento di Salesiane che aveva fondato nel 1717, Salesianerinnenkloster auf dem Rennwege, a Vienna, pur continuando a svolgere un'attiva vita sociale.
Nel 1740, Carlo VI morì. La sua figlia maggiore Maria Teresa salì al trono e fu proclamata «re» d'Ungheria e di Boemia. Però, non poté essere eletta nell'impero e combatté per far eleggere suo marito Francesco Stefano di Lorena. Invece, Guglielmina inizialmente sostenne suo genero Carlo Alberto di Baviera che pure aspirava all'elezione al trono imperiale, ma si ritirò ben presto dalla vita pubblica, pur rifiutando nel 1741 l'invito di Maria Teresa a mediare tra lei e l'elettore di Baviera.
Guglielmina sopravvisse trent'anni al suo sposo e morì il 10 aprile 1742. Le sue spoglie riposano ancora oggi a Kapuzinergruft, la cripta Imperiale a Vienna.

## Ascendenza
|                                            |                              |                               | Genitori                        |  |  | Nonni |  |  | Bisnonni                                   |  |  | Trisnonni                       |  |
|                                            |                              |                               |                                 |  |  |       |  |  | Guglielmo il Giovane di Brunswick-Lüneburg |  |  | Ernesto I di Brunswick-Lüneburg |  |
|                                            |                              |                               |                                 |  |  |       |  |  | Guglielmo il Giovane di Brunswick-Lüneburg |  |  | Ernesto I di Brunswick-Lüneburg |  |
|                                            |                              | Sofia di Meclemburgo-Schwerin |                                 |  |  |       |  |  | Guglielmo il Giovane di Brunswick-Lüneburg |  |  |                                 |  |
| Giorgio di Brunswick-Lüneburg              |                              |                               |                                 |  |  |       |  |  | Guglielmo il Giovane di Brunswick-Lüneburg |  |  |                                 |  |
|                                            |                              | Dorothea di Danimarca         | Cristiano III di Danimarca      |  |  |       |  |  |                                            |  |  |                                 |  |
|                                            |                              | Dorothea di Danimarca         | Cristiano III di Danimarca      |  |  |       |  |  |                                            |  |  |                                 |  |
|                                            |                              | Dorothea di Danimarca         | Dorotea di Sassonia-Lauenburg   |  |  |       |  |  |                                            |  |  |                                 |  |
| Giovanni Federico di Brunswick-Lüneburg    |                              | Dorothea di Danimarca         |                                 |  |  |       |  |  |                                            |  |  |                                 |  |
|                                            |                              | Luigi V d'Assia-Darmstadt     | Giorgio I d'Assia-Darmstadt     |  |  |       |  |  |                                            |  |  |                                 |  |
|                                            |                              | Luigi V d'Assia-Darmstadt     | Giorgio I d'Assia-Darmstadt     |  |  |       |  |  |                                            |  |  |                                 |  |
|                                            |                              | Luigi V d'Assia-Darmstadt     | Maddalena di Lippe              |  |  |       |  |  |                                            |  |  |                                 |  |
| Anna Eleonora di Assia-Darmstadt           |                              | Luigi V d'Assia-Darmstadt     |                                 |  |  |       |  |  |                                            |  |  |                                 |  |
|                                            |                              | Maddalena di Brandeburgo      | Giovanni Giorgio di Brandeburgo |  |  |       |  |  |                                            |  |  |                                 |  |
|                                            |                              | Maddalena di Brandeburgo      | Giovanni Giorgio di Brandeburgo |  |  |       |  |  |                                            |  |  |                                 |  |
|                                            |                              | Maddalena di Brandeburgo      | Elisabetta di Anhalt-Zerbst     |  |  |       |  |  |                                            |  |  |                                 |  |
| Amalia Guglielmina di Brunswick e Lüneburg |                              | Maddalena di Brandeburgo      |                                 |  |  |       |  |  |                                            |  |  |                                 |  |
|                                            | Federico V Elettore Palatino | Federico IV Elettore Palatino |                                 |  |  |       |  |  |                                            |  |  |                                 |  |
|                                            | Federico V Elettore Palatino | Federico IV Elettore Palatino |                                 |  |  |       |  |  |                                            |  |  |                                 |  |
|                                            | Federico V Elettore Palatino | Luisa Giuliana di Nassau      |                                 |  |  |       |  |  |                                            |  |  |                                 |  |
| Edoardo del Palatinato-Simmern             | Federico V Elettore Palatino |                               |                                 |  |  |       |  |  |                                            |  |  |                                 |  |
|                                            |                              | Elisabetta Stuart             | Giacomo I d'Inghilterra         |  |  |       |  |  |                                            |  |  |                                 |  |
|                                            |                              | Elisabetta Stuart             | Giacomo I d'Inghilterra         |  |  |       |  |  |                                            |  |  |                                 |  |
|                                            |                              | Elisabetta Stuart             | Anna di Danimarca               |  |  |       |  |  |                                            |  |  |                                 |  |
| Benedetta Enrichetta del Palatinato        |                              | Elisabetta Stuart             |                                 |  |  |       |  |  |                                            |  |  |                                 |  |
|                                            |                              | Carlo I di Gonzaga-Nevers     | Ludovico Gonzaga-Nevers         |  |  |       |  |  |                                            |  |  |                                 |  |
|                                            |                              | Carlo I di Gonzaga-Nevers     | Ludovico Gonzaga-Nevers         |  |  |       |  |  |                                            |  |  |                                 |  |
|                                            |                              | Carlo I di Gonzaga-Nevers     | Enrichetta di Nevers            |  |  |       |  |  |                                            |  |  |                                 |  |
| Anna Maria di Gonzaga-Nevers               |                              | Carlo I di Gonzaga-Nevers     |                                 |  |  |       |  |  |                                            |  |  |                                 |  |
|                                            |                              | Caterina di Lorena            | Carlo di Guisa                  |  |  |       |  |  |                                            |  |  |                                 |  |
|                                            |                              | Caterina di Lorena            | Carlo di Guisa                  |  |  |       |  |  |                                            |  |  |                                 |  |
|                                            |                              | Caterina di Lorena            | Enrichetta di Savoia-Villars    |  |  |       |  |  |                                            |  |  |                                 |  |
|                                            |                              | Caterina di Lorena            |                                 |  |  |       |  |  |                                            |  |  |                                 |  |